# Cuadrilla de Zuia
Cuadrilla de Zuia è una comarca della Spagna, situata nella comunità autonoma dei Paesi Baschi ed in particolare nella provincia di Álava.